# Phaedra (cd-label)

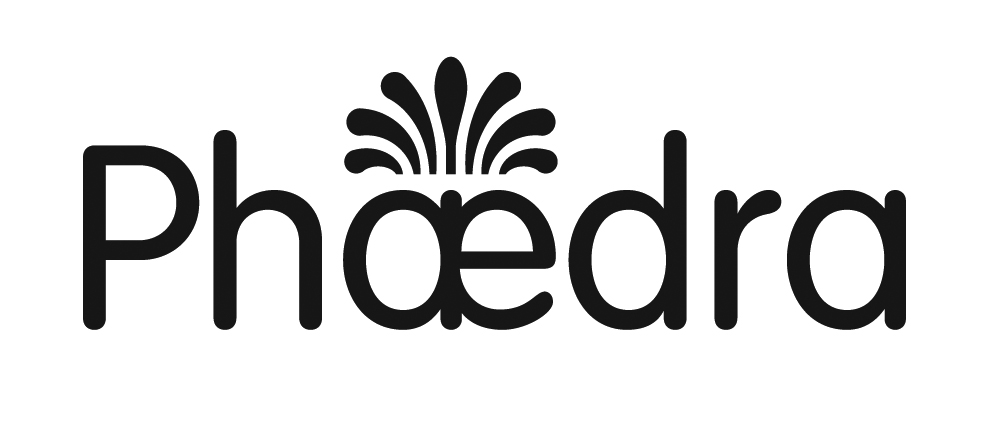
Het logo van Phaedra

Phaedra is een cd-label dat als doel heeft "het uitbrengen van werken geschreven door Belgische, voornamelijk Vlaamse componisten tussen 1830 en nu, en die werken over de hele wereld te verspreiden." Het label was een onderdeel van de vzw Klassieke Concerten. In tegenstelling tot de meeste cd-labels was Phaedra dus geen commerciële onderneming.
Op 15 februari 2019 werd Phaedra overgenomen door Dutch Music Works te Valkenswaard. Op die datum trok oprichter Luc Famaey zich terug uit de dagelijkse leiding. Maar hij sprak wel de hoop uit dat "Dutch Music Works … niet alleen de hoeder maar ook de verspreider [zal zijn] van al wat voorheen werd ingeblikt."

## Phaedra en Luc Famaey
Phaedra werd in 1992 opgericht door Luc Famaey. In de laatste Phaedra-catalogus staan 143 cd's met werken van ongeveer 250 componisten, uitgegeven in twee reeksen, In Flanders' Fields (102 cd's) en Phaedra Classics (40 cd's), plus één Mouseion-cd, van een begonnen maar nooit voortgezette reeks.

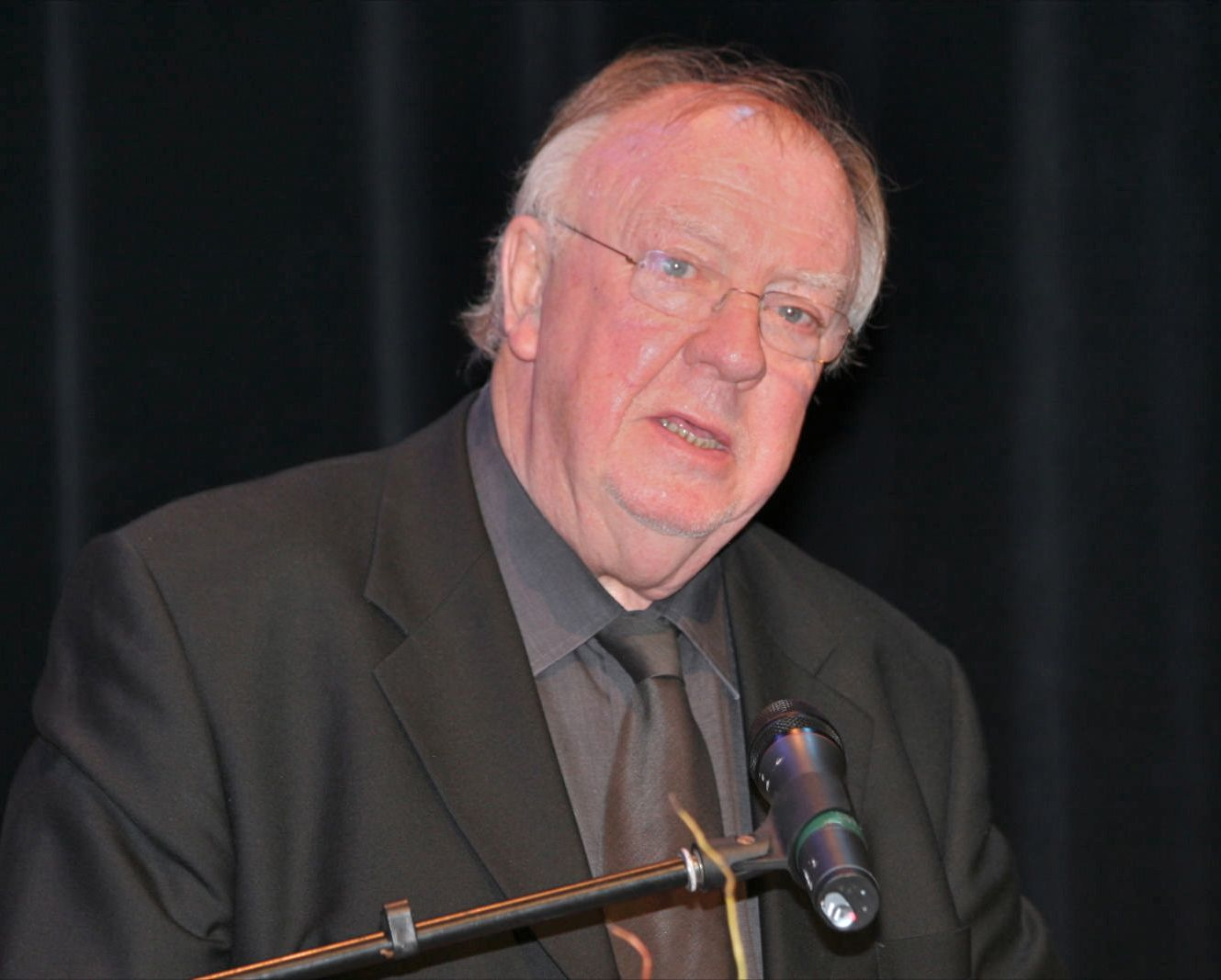
Oprichter Luc Famaey tijdens zijn dankwoord voor de toekenning van de ANV-Visser Neerlandia-prijs

Luc Famaey (Mechelen, 11 november 1940) werd door zijn grootvader geïntroduceerd in het toentertijd bloeiende muziekleven van zijn geboortestad. Daar bevonden zich het Stedelijk Conservatorium Mechelen met als directeur de dirigent en componist Godfried Devreese, het Lemmensinstituut met als directeur Mgr. Jules Van Nuffel, de dirigent van het Sint-Romboutskoor, en de beiaardschool van Jef Denyn (thans Koninklijke Beiaardschool Jef Denyn), die allemaal veel Vlaamse muziek programmeerden. Famaey geraakte zo gefascineerd door deze muziek en door de klassieke muziek in het algemeen, dat hij zijn studie Politieke en Sociale Wetenschappen opgaf en muziek ging studeren. Hij werd geen beroepsmusicus, maar in 1970 wel cultureel hoofdassistent bij de Belgische Radio en Televisie BRT, de latere VRT. In die functie moest hij musici opvangen die bij de BRT kwamen spelen en zo leerde hij iedereen kennen die naam en faam had in de Belgische muziekwereld, alsook vele buitenlandse musici en componisten. Hij werd tevens vertrouwd met de technische kant van klankopnames. Zijn bekendheid met veel Belgische muziek, het uitgebreide netwerk opgebouwd tijdens zijn carrière bij de BRT/VRT, en zijn technische kennis van muziek en – in mindere mate – van klankopnames stelden hem in staat kort voor zijn pensionering Phaedra op te richten.
Zijn motivatie om dit te doen is duidelijk af te leiden uit het volgende citaat: "Een volgende generatie zal de romantische Vlaamse muziek herontdekken", uit een interview uitgezonden door Klara op 28 januari 2011. Met Phaedra probeert hij die muziek beschikbaar te maken in binnen- en buitenland. Dat laatste is de reden waarom Phaedra de teksten bij de cd’s altijd (ook) in het Engels publiceert.

## Reeksen

### In Flanders' Fields
Met haar 102 cd's is In Flanders' Fields verreweg de belangrijkste Phaedra-reeks. De naam alludeert op de onbekendheid van de meeste van haar werken: hun partituren liggen begraven onder het bibliotheekstof, onbekend en vergeten, net als de soldaten uit de Eerste Wereldoorlog onbekend en vergeten begraven liggen "In Flanders Fields".
In Flanders' Fields (IFF) bevat werken van meer dan 130 Belgische componisten. De meeste van hen schrijven in de (laat-)romantische traditie, maar van bij het begin stonden op IFF-cd's ook werken van hedendaagse moderne componisten. Oudere muziek staat occasioneel op verzamelplaten van met name koormuziek, maar slechts enkele IFF-cd's zijn gewijd aan de pre-romantische muziek.
De helft van die componisten is vrijwel onbekend, en de IFF-opnamen van hun werken zijn dan ook haast allemaal wereldpremières. De andere helft van hen is min of meer bekend: 
- Jean Absil
- Hans Aerts
- Alexander Agricola
- Peter Benoit
- Kurt Bikkembergs
- Jan Blockx
- August De Boeck
- Josse Boutmy
- Dirk Brossé
- Boudewijn Buckinx
- Jules Busschop
- Peter Cabus
- Frits Celis
- Ludo Claesen
- Jan Coeck
- Loyset Compère
- Claude Coppens
- Roland Coryn
- Alain Craens
- Frédéric Devreese
- Godfried Devreese
- Henry-George d'Hoedt
- Johan Duijck
- Auguste Dupont
- Prosper Van Eechaute
- Ernest van der Eyken
- Gaston Feremans
- Joseph-Hector Fiocco
- Matthias van den Gheyn
- Johannes Ghiselin

- Paul Gilson
- Elias Gistelinck
- Lucien Goethals
- Luc Goosen
- Arthur De Greef
- Albert Grisar
- Charles Louis Hanssens
- Charles-Joseph van Helmont
- Wim Henderickx
- Robert Herberigs
- Jef Van Hoof
- Gustave Huberti
- Albert Huybrechts
- Jan Huylebroeck
- Kristiaan Van Ingelgem
- Maarten Van Ingelgem
- Heinrich Isaac
- Marinus de Jong
- Joseph Jongen
- Josquin des Prez
- Willem Gommaar Kennis
- Willem Kersters
- François Krafft
- Jan Van Landeghem
- André Laporte
- Jacques Leduc
- Victor Legley
- Guillaume Lekeu
- Jean-Baptiste Loeillet

- Georges Lonque
- Jef Maes
- Marc Matthys
- Martin-Joseph Mengal
- Arthur Meulemans
- Herman Meulemans
- Lodewijk Mortelmans
- Vic Nees
- Jules Van Nuffel
- Flor Peeters
- Willem Pelemans
- Marcel Poot
- Herman Roelstraete
- Jan Van der Roost
- Norbert Rosseau
- Pierre de la Rue
- Joseph Ryelandt
- Raymond Schroyens
- Jan Segers
- Daniel Sternefeld
- Piet Swerts
- Edgar Tinel
- Arthur Verhoeven
- Gabriël Verschraegen
- Lodewijk de Vocht
- Victor Vreuls
- Hendrik Waelput
- André Waignein
- Wilfried Westerlinck
- Adriaan Willaert

Maar de meeste IFF-cd's van deze "bekende" componisten bevatten minder bekende werken en zijn dus eveneens wereldpremières. Een aantal IFF-cd's bevatten naast Belgische werken ook (soms beroemde) werken van niet-Belgische componisten, bv. nr. 72 Choir Music from Poland and Belgium, dat naast werk van César Franck (geboren in Luik), Vic Nees, Jan Van der Roost en Jules Van Nuffel werken van de Polen Ignacy Feliks Dobrzyński, Józef Elsner, Wojciech Kilar en Krzysztof Penderecki bevat. De bedoeling is aan te tonen dat werken van Belgische componisten dergelijke confrontaties niet hoeven te schuwen.

### Phaedra Classics
De voornaamste bedoeling van Phaedra Classics is Belgische musici, die vaak pro Deo Belgische werken voor Phaedra opnemen, de kans te geven op cd te "schitteren in werken uit het grote repertoire." Op 26 van de 40 Phaedra Classics-cd's spelen of zingen uitsluitend Belgische musici, en op 9 cd's spelen of zingen ze (ook) samen met buitenlandse musici.

## Prijzen en onderscheidingen (selectie)
Nationale prijzen verleend aan individuele Phaedra-cd's:
- IFF 35 A Tribute to Vic Nees werd in 2003 bekroond met de Prijs Snepvangers van de Belgische Muziekpers voor de beste Belgische productie van het jaar
- Phaedra Classics 24 Clarinet Quintets by Wolfgang Amadeus Mozart and Johannes Brahms en IFF 63 Hanne Deneire, Composer kregen elk in 2010 een Gouden Label van Klassiek Centraal[7]
- IFF 45 Piet Swerts: Chamber Music kreeg in 2006 de Klara Muziekprijs voor de beste Vlaamse productie[8]
- IFF 98 Piet Swerts: A Symphony of Trees en Phaedra Classics 38 Edvard Grieg: Moderen Synger (liederen) kregen op 17 juni allebei een Gouden Label van Klassiek Centraal[9]

Internationale prijzen:
- IFF 40 Nina Stemme Sings Wagner, Nystroem & De Boeck werd in december 2004 bekroond met de Diapason d'or in de categorie "Découverte" en met de Timbre de Platine van het tijdschrift Opéra international
- IFF 74 Welcome Stranger: Music by Lucien Posman en IFF 75 August de Boeck: A Bouquet of French and Flemish Songs kregen allebei een Luister 10, respectievelijk in het nummer van september-oktober 2012 en van maart-april 2013 van het tijdschrift Luister
- IFF 84 A Bouquet of Forgotten Flowers, een cd met liederen van Georges Lonque, Flor Peeters, Henry Georges D’Hoedt, Lodewijk Mortelmans en Prosper van Eechaute, kreeg op 24 juni 2015 een speciale "Orphée d'Or" van de Franse Académie du Disque Lyrique[10]
- IFF 85 On the Wings of Winds met muziek voor blazers van Joseph Jongen kreeg op 5 januari 2015 een "Clef" van de Franse muzieksite ResMusica[11]

Daarnaast heeft Phaedra als geheel eveneens verschillende prijzen gekregen, hetzij als zodanig, hetzij in de persoon van zijn stichter, Luc Famaey.
- In 2001, de Fuga-Trofee van de Unie van Belgische Componisten[13]
- In 2007 en 2011, de benoeming, door Klara, van Luc Famaey tot een van zijn ambassadeurs van de Vlaamse klassieke muziek
- In 2007, de vierde Gaston Feremansprijs, toegekend door de Marnixring Gaston Feremans Mechelen
- In 2008, de Gulden Spoor van Vlaanderen-Europa[14]
- In 2010, de ANV-Visser Neerlandia-prijs voor cultuur
- In 2013, bekroning van Luc Famaey als "Muziekpersoonlijkheid van het jaar" door Klara[15]